# جمعية مرشدات ليبيريا
جمعية مرشدات ليبيريا هي المنظمة الإرشادية الوطنية في ليبيريا. تأسست في عام 1920، وأصبحت عضوا في الجمعية العالمية للمرشدات وفتيات الكشافة في عام 1928 والجمعية موجهه فقط للفتيات وتحوي 345 عضوا (اعتبارا من 2003).